# Spodnja Vižinga
Spodnja Vižinga je naselje v Občini Radlje ob Dravi.